# Episodi de Il genio criminale di Mr. Reeder (seconda stagione)
La seconda e ultima stagione della serie televisiva Il genio criminale di Mr. Reeder è stata trasmessa per la prima volta nel Regno Unito dalla ITV dal 19 aprile al 7 giugno 1971.
In Italia è andata in onda per la prima volta su Rai 1 a partire dal 23 novembre 1977, mescolata a episodi della prima stagione. Nel primo passaggio televisivo italiano, non è stato rispettato l'ordine cronologico originale degli episodi.
| nº | Titolo originale          | Titolo italiano            | Prima TV UK    | Prima TV Italia  |
| -- | ------------------------- | -------------------------- | -------------- | ---------------- |
| 1  | The Duke                  | Il duca                    | 19 aprile 1971 | 7 dicembre 1977  |
| 2  | Man with a Strange Tattoo | Il tatuato                 | 26 aprile 1971 | 21 dicembre 1977 |
| 3  | The Shadow Man            | L'uomo ombra               | 3 maggio 1971  | 18 gennaio 1978  |
| 4  | Death of an Angel         | Morte di un angelo         | 10 maggio 1971 | 23 novembre 1977 |
| 5  | The Willing Victim        | La vittima è d'accordo     | 17 maggio 1971 |                  |
| 6  | The Fatal Engagement      |                            | 24 maggio 1971 |                  |
| 7  | Find the Lady             | Tre ragazze e un mandarino | 31 maggio 1971 | 14 dicembre 1977 |
| 8  | The Treasure House        | Un amore contrastato       | 7 giugno 1971  | 11 gennaio 1978  |